# اچ‌ام‌اس نیویورک (۱۸۰۷)
اچ‌ام‌اس نیویورک (۱۸۰۷) (به انگلیسی: HMS York (1807)) یک کشتی بود که طول آن ۱۷۵ فوت (۵۳ متر) بود. این کشتی در سال ۱۸۰۷ ساخته شد.